# Ralph Taylor
Ralph Taylor, född 26 januari 1874, död 23 februari 1958, var en amerikansk bågskytt. Han deltog vid olympiska sommarspelen 1904.